# Trigoniophthalmus alternatus
Trigoniophthalmus alternatus är en insektsart som först beskrevs av Filippo Silvestri 1904.  Trigoniophthalmus alternatus ingår i släktet Trigoniophthalmus och familjen klippborstsvansar. Inga underarter finns listade i Catalogue of Life.